# Термоелектричество
Термоелектричество е термин от физиката се отнася до един феномен, при който температурната разлика създава електричен потенциал или обратното, електричният потенциал създава температурна разлика.
В модерната му техническа употреба, терминът почти винаги се свързва с „ефекта на Зеебек“, „ефекта на Пелтие“ и „ефекта на Томсън“.
Анализирайки думата термоелектричество по нейните етимологически съставки, тя може да се отнесе общо към всички машини използвани да създават електричество от топлина и обратно такива които създават топлина от електричество, за които има почти произволен брой възможни технически техники, но в практиката такова широко използване на термина рядко се открива.